# Moja Republika
Moja Republika (in italiano La mia repubblica) è l'inno ufficiale della Repubblica Serba, una delle due entità costituenti la Bosnia ed Erzegovina. Il 16 luglio 2008 rimpiazzò l'inno precedente, Bože Pravde (già inno ufficiale della Serbia), dichiarato illegittimo dalla Corte costituzionale della Bosnia ed Erzegovina nel 2006.
L'autore dell'inno è Mladen Matović.

## Testo
| Cirillico serbo | Latino serbo | Traduzione italiano |  |
| --- | --- | --- |  |
| Тамо гдје најљепша се зора буди Часни и поносни живе добри људи Тамо гдје се рађа нашег сунца сјај Стамен, пркосан је мој завичај За њега сви се сад помолимо Другу земљу ми немамо У срцу мом само је један дом У срцу велика моја република У срцу мом најљепша звијезда сја Моја република, Република Српска Тамо гдје су наши преци давни Име уписали у сваки корак славни Тамо гдје се рађа нашег сунца сјај Стамен, пркосан је мој завичај За њега сви се сад помолимо Другу земљу ми немамо У срцу мом само је један дом У срцу велика моја република У срцу мом најљепша звијезда сја Моја република, Република Српска | Tamo gdje najljepša se zora budi Časni i ponosni žive dobri ljudi Tamo gdje se rađa našeg sunca sjaj Stamen, prkosan je moj zavičaj Za njega svi se sad pomolimo Drugu zemlju mi nemamo U srcu mom samo je jedan dom U srcu velika moja republika U srcu mom najljepša zvijezda sja Moja republika, Republika Srpska Tamo gdje su naši preci davni Ime upisali u svaki korak slavni Tamo gdje se rađa našeg sunca sjaj Stamen, prkosan je moj zavičaj Za njega svi se sad pomolimo Drugu zemlju mi nemamo U srcu mom samo je jedan dom U srcu velika moja republika U srcu mom najljepša zvijezda sja Moja republika, Republika Srpska | Dove si risveglia l'alba più bella Lì vivono brave persone, onorevoli e orgogliose, Dove sta nascendo lo splendore del nostro sole C'è la mia patria - orgogliosa (forte) e provocatoria. |  |